# Масахиро Ямагучи
Масахиро Ямагучи – Яма-Б (на японски: 山口 将宏) е японски певец, китарист и текстописец.
В групите, в които участва, свири още на бас китара, клавирни инструменти и осъществява музикалното програмиране – Akira Kamemoto's White Stingray, Gunbridge, Iron Spawn, Galneryus и някои други.
Псевдонимът на Масахиро – „Яма-Б“ произхожда от фамилното му име Ямагучи, което е много популярно име в Япония и често съкащавано на „Яма“. В училището му има няколко ученици с име Ямагучи. За да бъдат различавани, те започват да бъдат наричани „Ямагучи-A“, „Ямагучи-B“, „Ямагучи-C“ и т.н.

## Избрана дискография
| С Galneryus                       | С Galneryus |
| --------------------------------- | ----------- |
| The Flag of Punishment (2003)     |             |
| Advance to the Fall (2005)        |             |
| One for All - All for One (2007)  |             |
| Reincarnation (2008)              |             |
| С Akira Kamemoto's White Stingray |             |
| Deep Sea Metal (2002)             |             |
| С AxBites                         |             |
| 血と魂と誇り (2010)               |             |
| 英雄の条件 (2019)                 |             |
| Now Is the Time (2020)            |             |